# Bernhard Friedmann
Bernhard Friedmann (* 8. April 1932 in Ottersweier; † 18. Mai 2021) war ein deutscher Politiker (CDU). Er war Präsident des Europäischen Rechnungshofes von 1996 bis 1999.

## Leben
Bernhard Friedmann studierte nach seinem Abitur an der Heimschule Lender in Sasbach bei Achern Wirtschaftswissenschaften an der Albert-Ludwigs-Universität in Freiburg im Breisgau. Dort wurde er 1961 Mitglied der katholischen Studentenverbindung K.D.St.V. Hohenstaufen im Cartellverband. Nach seinem Abschluss als Diplom-Volkswirt wurde er 1960, mit der Arbeit Deflationierungsmethoden im Rahmen der volkswirtschaftlichen Gesamtrechnung an der Schweizer Universität Freiburg, promoviert.
Nach dem Großen Staatsexamen für den Höheren Verwaltungsdienst war Bernhard Friedmann zunächst bei der damaligen Deutschen Bundespost tätig, später im Bundespostministerium (1965 Postrat, 1967 Oberpostrat, 1969 Oberpostdirektor). Es schloss sich ein Engagement in der Industrie als Geschäftsführer der Ende 1974 wegen Überschuldung ins Ausland verkauften Deutsche DATEL Gesellschaft für Datenfernverarbeitung mbH, Darmstadt, an. Später wurde er Abteilungspräsident der Oberpostdirektion Karlsruhe.

## Politik
Im Jahr 1976 wurde er erstmals für seinen Wahlkreis Rastatt/Baden-Baden/Ettlingen in den Deutschen Bundestag gewählt. Am 5. Februar 1990 schied er aus dem Deutschen Bundestag aus, sein Nachfolger wurde Siegfried Hornung. Friedmann war unter anderem Obmann der CDU/CSU-Fraktion im Haushaltsausschuss, Vorsitzender des Rechnungsprüfungsausschusses sowie Vorsitzender des Bewilligungsausschusses für Verteidigungsausgaben. Sein 1987 veröffentlichtes Buch Einheit statt Raketen – Thesen zur Wiedervereinigung Deutschlands als Sicherheitskonzept war Anlass zur intensiven Diskussion. In den Jahren 1990 bis 2001 war Friedmann der deutsche Vertreter beim Europäischen Rechnungshof, von 1996 bis 1999 dessen Präsident. Seither war er im Ruhestand.

## Privates
Im Jahr 2003 wurde Friedmann Präsident des Studienzentrums Weikersheim. Ebenfalls 2003 rief er die Bernhard Friedmann-Stiftung in Ottersweier ins Leben. Friedmann war auch Präsident des unternehmernahen Vereins Europäischer Wirtschaftssenat  (EWS) und zeitweise Vorsitzender der Altsasbacher, einer Ehemaligenvereinigung der Heimschule Lender.
Bernhard Friedmann war verheiratet und hatte drei Kinder. Er lebte im badischen Ottersweier, wo er sich als Nebenerwerbslandwirt und Schnapsbrenner betätigte.

## Ehrungen und Auszeichnungen
Er bekam 1986 das Verdienstkreuz 1. Klasse der Bundesrepublik Deutschland. 1995 wurde er zum Honorarprofessor für Europapolitik an der Albert-Ludwigs-Universität Freiburg im Breisgau ernannt. 1997 folgte die Verleihung der Ehrendoktorwürde an der Universität Sibiu (früher Hermannstadt/Rumänien). Friedmann war seit Anfang 2002 Ehrenbürger seiner Heimatgemeinde Ottersweier. Außerdem war er seit 1997 Träger des Euronatur-Umweltpreises.

## Schriften
- Einheit statt Raketen. Thesen zur Wiedervereinigung Deutschlands als Sicherheitskonzept. Busse und Seewald, Herford 1987, ISBN 3-512-00826-7.
- mit Christa Randzio-Plath: Unternehmen Osteuropa – eine Herausforderung für die Europäische Gemeinschaft. Zur Notwendigkeit einer EG-Ostpolitik. Nomos, Baden-Baden 1994, ISBN 3-7890-3169-0.
- Evaluierungsansätze zu ausgewählten Politikbereichen der Europäischen Union. Europa-Union-Verlag, Bonn 1996, ISBN 3-7713-0520-9.
- Undenkbares denken. Nicht alles unter den Teppich kehren. Lau-Verlag, Reinbek 2015, ISBN 978-3-95768-160-7.